# Rafaiter
Die Rafaiter oder Refaim sind ein Volk der Bibel. Nach ihnen wurde das Refaim-Tal benannt.

## Biblische Überlieferung
Die Rafaiter werden im Alten Testament in einer Reihe alter kanaanitischer Völker erwähnt (Gen 14,5  und Gen 15,20 ). In Jos 12,4 , Jos 13,12  und Jos 17,15  wird das Gebiet des Königs Og von Baschan in der Gegend der heutigen Golanhöhen, das die Israeliten in Besitz nehmen, als der „Rest der Refaiter“ bezeichnet. In 2 Sam 21,15–22  und 1 Chr 20,4–8  werden mehrere große Krieger und Feinde Israels zur Zeit Davids als „Söhne des Rafa“ bzw. als „dem Rafa geboren“ vorgestellt. Das 2. Buch Samuel erwähnt vier Rafaiter, die im Kampf mit Israel erschlagen werden: Jischbi aus Nob, Sippai, Goliat aus Gat und einen weiteren namentlich nicht genannten „Mann von riesenhafter Größe“ (2 Sam 21,16–22 ).  Goliat wird in dieser Variante der Erzählung nicht von David besiegt, sondern von Elhanan (2 Sam 21,19 ). Das 1. Buch der Chronik erwähnt die drei Rafaiter Sippai, Lachmi, den Bruder Goliats aus Gat, und ebenfalls den „Mann von riesenhafter Größe“ (1 Chr 20,4–8 ).
Die Refaiter zählen damit zu einem biblischen Typus von sagenhaften Feinden aus der Frühzeit Israels, die zum Teil körperlich überlegen und als Riesen geschildert werden. Zu diesem Typ zählen auch die Söhne Anaks (Anakiter) und die Emiter. Diese Erzählungen von Kampf und Sieg gegen die Riesenvölker Kanaans haben einen theologischen Hintergrund: Indem sich das Volk Israel bedingungslos auf die Führung Jahwes verlässt, ist es ihm möglich, das versprochene Land in Besitz zu nehmen.

## Beiträge der Archäologie
Nach statistischen Untersuchungen der israelischen Altertumsbehörde an männlichen Skeletten aus der Bronze- und Eisenzeit (3000 – 500 v. Chr.) war der durchschnittliche Mann in biblischer Zeit etwa 1,64 m groß. Immer wieder gibt es jedoch auch Funde deutlich größerer Skelette (1,85 – 2,00 m), unter anderem aus Gezer. Es gilt als durchaus wahrscheinlich, dass solche überdurchschnittlich hochgewachsenen Männer als Einzel- und Vorkämpfer in den Armeen dienten. Auch ägyptische Texte aus der Ramessidenzeit (um 1200 v. Chr.) stützen diese These. Die Existenz eines ganzen Volkes von Riesen kann aus diesen Funden jedoch nicht hergeleitet oder gar bewiesen werden.

## Einzelbelege
1. ↑  Chronolog vom 12. Dezember 2007 (Seite nicht mehr abrufbar, festgestellt im Mai 2019. Suche in Webarchiven)  Info: Der Link wurde automatisch als defekt markiert. Bitte prüfe den Link gemäß Anleitung und entferne dann diesen Hinweis., eingesehen am 13. Dezember 2010